# Дю Рандт, Донован
Донован Дю Рандт (англ. Donovan Du Randt; род. 14 января 1997 г.) — южно-африканский регбист, фулбэк.

## Карьера
С 2016 по 2017 год выступал за южноафриканский регбийный клуб «Шаркс». С 2016 по 2018 год выступал за сборную ЮАР по регби-7. В 2019 году перешёл в казанскую «Стрелу». В 2021 году контракт был расторгнут по обоюдному согласию

## Достижения
- Чемпион Первенства Южной Африки среди юниоров
- Бронзовый призёр Высшей лиги по регби-15: 2019
- Чемпион России по регби-7: 2022